# UCI Women's ProSeries 2021
L'UCI Women's ProSeries 2021, seconda edizione della competizione, si è svolta su sei eventi dal 27 febbraio al 2 ottobre 2021. Le corse che lo costituirono furono tre in linea e tre a tappe.
Inizialmente il calendario comprendeva otto gare, ma a causa della pandemia di COVID-19, due gare in calendario sono state annullate.

## Calendario
| N. | Data               | Evento                            | Cat.  | Vincitrice                            | Squadra                               |
| -- | ------------------ | --------------------------------- | ----- | ------------------------------------- | ------------------------------------- |
|    | 14-17 gennaio      | Tour Down Under                   | 2.Pro | annullato per la Pandemia di COVID-19 | annullato per la Pandemia di COVID-19 |
| 1  | 27 febbraio        | Omloop Het Nieuwsblad (2021)      | 1.Pro | Anna van der Breggen                  | SD Worx                               |
| 2  | 17 marzo           | Nokere Koerse (2021)              | 1.Pro | Amy Pieters                           | SD Worx                               |
| 3  | 30 aprile-2 maggio | Festival Elsy Jacobs (2021)       | 2.Pro | Emma Norsgaard Jørgensen              | Movistar Team Women                   |
| 4  | 25-30 maggio       | Thüringen Ladies Tour (2021)      | 2.Pro | Lucinda Brand                         | Trek-Segafredo                        |
| 5  | 2-11 luglio        | Giro d'Italia (2021)              | 2.Pro | Anna van der Breggen                  | SD Worx                               |
| 6  | 2 ottobre          | Giro dell'Emilia (2021)           | 1.Pro | Mavi García                           | Alé BTC Ljubljana                     |
|    | 3 ottobre          | Gran Premio Bruno Beghelli (2021) | 1.Pro | annullato per la Pandemia di COVID-19 | annullato per la Pandemia di COVID-19 |